# Élections législatives maldiviennes de 2014
Les élections législatives maldiviennes de 2014 se sont déroulées le 22 mars 2014 pour élire les 85 membres de l'assemblée unicamérale au scrutin uninominal majoritaire à un tour.

## Système électoral
Le Conseil du peuple est une assemblée unicamérale dotée de 85 sièges pourvus pour cinq ans au scrutin uninominal majoritaire à un tour dans autant de circonscriptions électorales.

## Résultats
|                            |                                                   |                                       |         |       |        |               |  |  |  |
| Parti                      | Parti                                             | Parti                                 | Votes   | %     | Sièges | +/-           |  |  |  |
|                            |                                                   | Parti progressiste des Maldives (PPM) | 51 424  | 27,72 | 33     | Nv.           |  |  |  |
|                            | Parti républicain (JP)                            | 25 149                                | 13,55   | 15    | 14     |               |  |  |  |
|                            | Alliance pour le développement des Maldives (MDA) | 7 496                                 | 4,04    | 5     | Nv.    |               |  |  |  |
| Total coalition PPM-JP-MDA | Total coalition PPM-JP-MDA                        | 82 069                                | 45,31   | 53    | 52     |               |  |  |  |
|                            | Parti démocrate maldivien (MDP)                   | Parti démocrate maldivien (MDP)       | 75 670  | 40,78 | 26     | en stagnation |  |  |  |
|                            | Parti de la justice (AP)                          | Parti de la justice (AP)              | 4 941   | 2,65  | 1      | 1             |  |  |  |
|                            | Parti du peuple maldivien (DRP)                   | Parti du peuple maldivien (DRP)       | 549     | 0,30  | 0      | 28            |  |  |  |
|                            | Indépendants                                      | Indépendants                          | 20 276  | 10,93 | 5      | 8             |  |  |  |
|                            |                                                   |                                       |         |       |        |               |  |  |  |
| Votes valides              | Votes valides                                     | Votes valides                         | 185 505 | 98,93 |        |               |  |  |  |
| Votes blancs et nuls       | Votes blancs et nuls                              | Votes blancs et nuls                  | 2 011   | 1,07  |        |               |  |  |  |
| Total                      | Total                                             | Total                                 | 187 516 | 100   | 85     | 8             |  |  |  |
| Abstentions                | Abstentions                                       | Abstentions                           | 53 136  | 22,08 |        |               |  |  |  |
| Inscrits / participation   | Inscrits / participation                          | Inscrits / participation              | 240 652 | 77,92 |        |               |  |  |  |